# Vasilij Timofejevič Abaškin
Vasilij Timofejevič Abaškin (rusko Василий Тимофеевич Абашкин), sovjetski general, * 1899, † 1962.

## Življenjepis
Med letoma 1944 in 1945 je bil načelnik štaba 62. strelskega korpusa in med letoma 1950 in 1953 je bil poveljnik Leningrajske pehotne šole.